# Tambacounda
Tambacounda is een stad in Senegal en is de hoofdplaats van de regio Tambacounda. In 2004 telde Tambacounda 72.435 inwoners.
De stad ligt in een gebied met gras- en boomsavanne. Er wordt gierst, sorgo, maïs, aardnoten en rijst verbouwd. Ook is er extensieve veeteelt, door de Fulbe en Malinke. Er wordt katoen geteeld en in de stad wordt katoen verwerkt.

## Klimaat
De hoogste gemiddelde temperaturen worden gemeten in mei. De meeste neerslag valt gemiddeld in augustus.

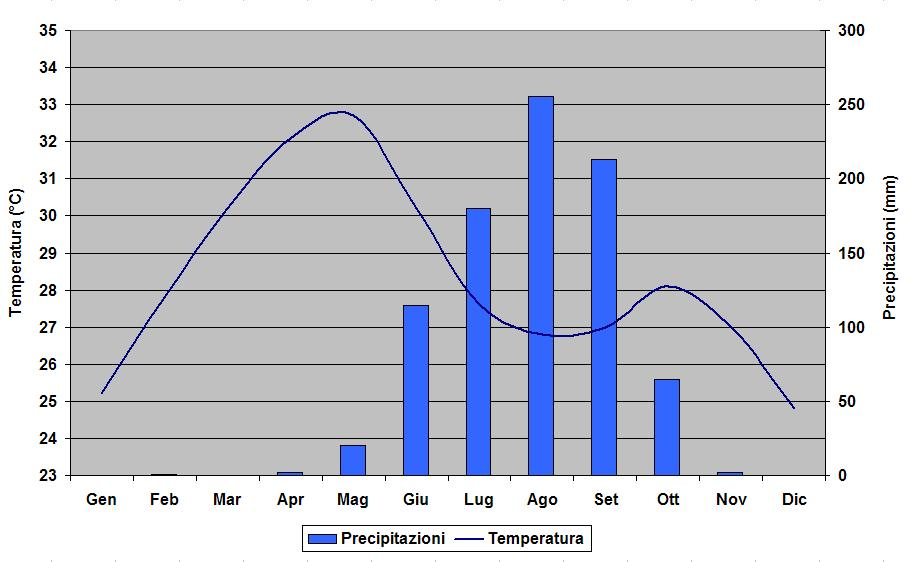
Temperatuur = curve; neerslag = staafdiagram

## Verkeer en vervoer

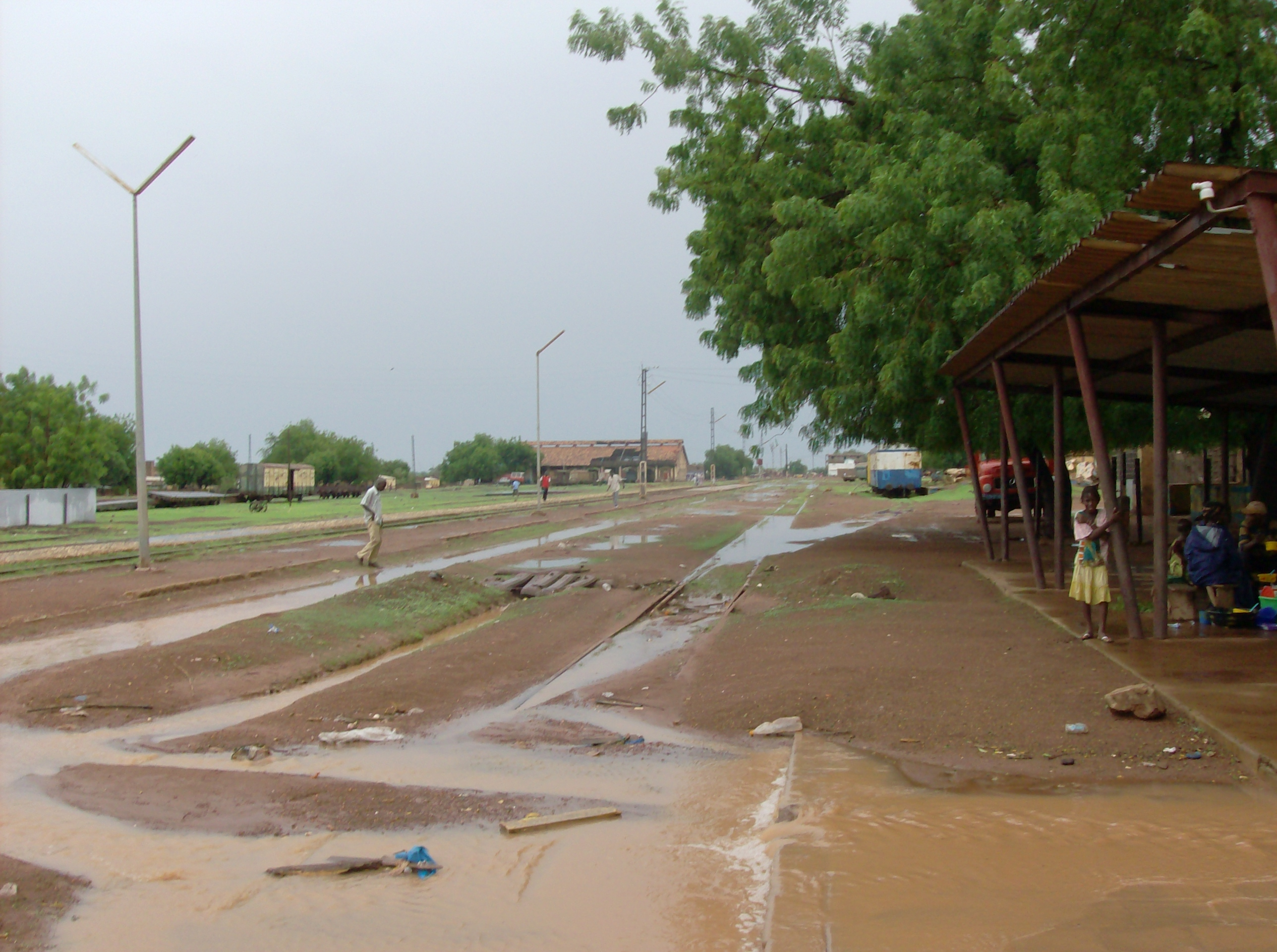
Het treinstation (2009)

Er is een station op de spoorlijn Dakar - Niger.
De stad ligt op de kruising van de autowegen N1 en N6. Bij de stad ligt een regionaal vliegveld.

## Religie
De meeste inwoners zijn moslim.
Sinds 1989 is de stad de zetel van het rooms-katholieke bisdom Tambacounda.

## Zusterstad
- La Roche-sur-Yon, sinds 1995
- Sint-Niklaas, sinds 2003